# أوتو كونتزه
كارل إرنست أوتو كونتزه (1843-1907) (بالإنجليزية: Carl Ernst Otto Kuntze)‏ هو عالم نبات ألماني.